# Craula
Craula ist ein Ortsteil der thüringischen Gemeinde Hörselberg-Hainich im Wartburgkreis.

## Geografie

### Geografische Lage
Das 336 Einwohner (Stand: 31. Dezember 2021) zählende Dorf liegt im Süden des Hainich und ist mit 442 m ü. NN der höchstgelegene Ort der Einheitsgemeinde. Craula ist Nationalpark-Hainich-Gemeinde.
| Mülverstedt (Forst)              | Weberstedt                                  | Bad Langensalza |
|                                  | Kompassrose, die auf Nachbargemeinden zeigt | Reichenbach     |
| Hütscheroda u. Wüstung Heßwinkel | Behringen                                   | Oesterbehringen |

### Berge
Die Landschaft um Craula wird durch die Berge und Täler des Hainich bestimmt. Als höchster Punkt der Gemeinde und des Hainich gilt der Alte Berg (493,9 m ü. NN). Bemerkenswert sind auch die Berge und Hügel Craulaer Hausmassen (483,2 m ü. NN), Renn (473,2 m ü. NN) und der Seegelsberg (429,4 m ü. NN).

### Gewässer
Das Craulaer Gebiet besitzt nur wenige Quellen (im Nährtal und Heinzengrund). Die daraus resultierenden Quellbäche versickern bereits nach wenigen hundert Metern infolge des verkarsteten geologischen Untergrunds. Rings um den Ort wurden einige Teiche angelegt.

## Geschichte

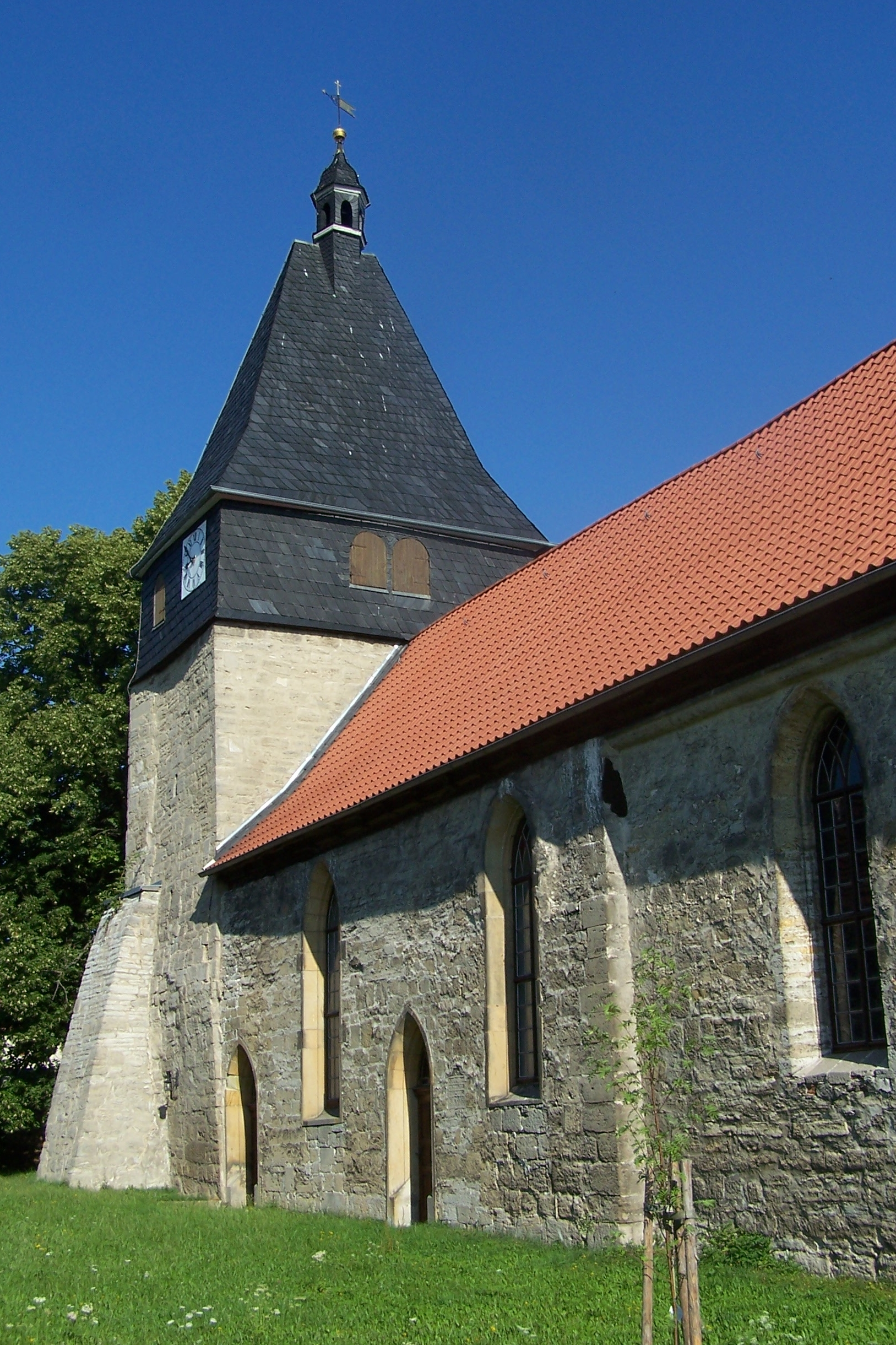
Die romanische Kirche „Unserer Lieben Frauen“ in Craula (2011)

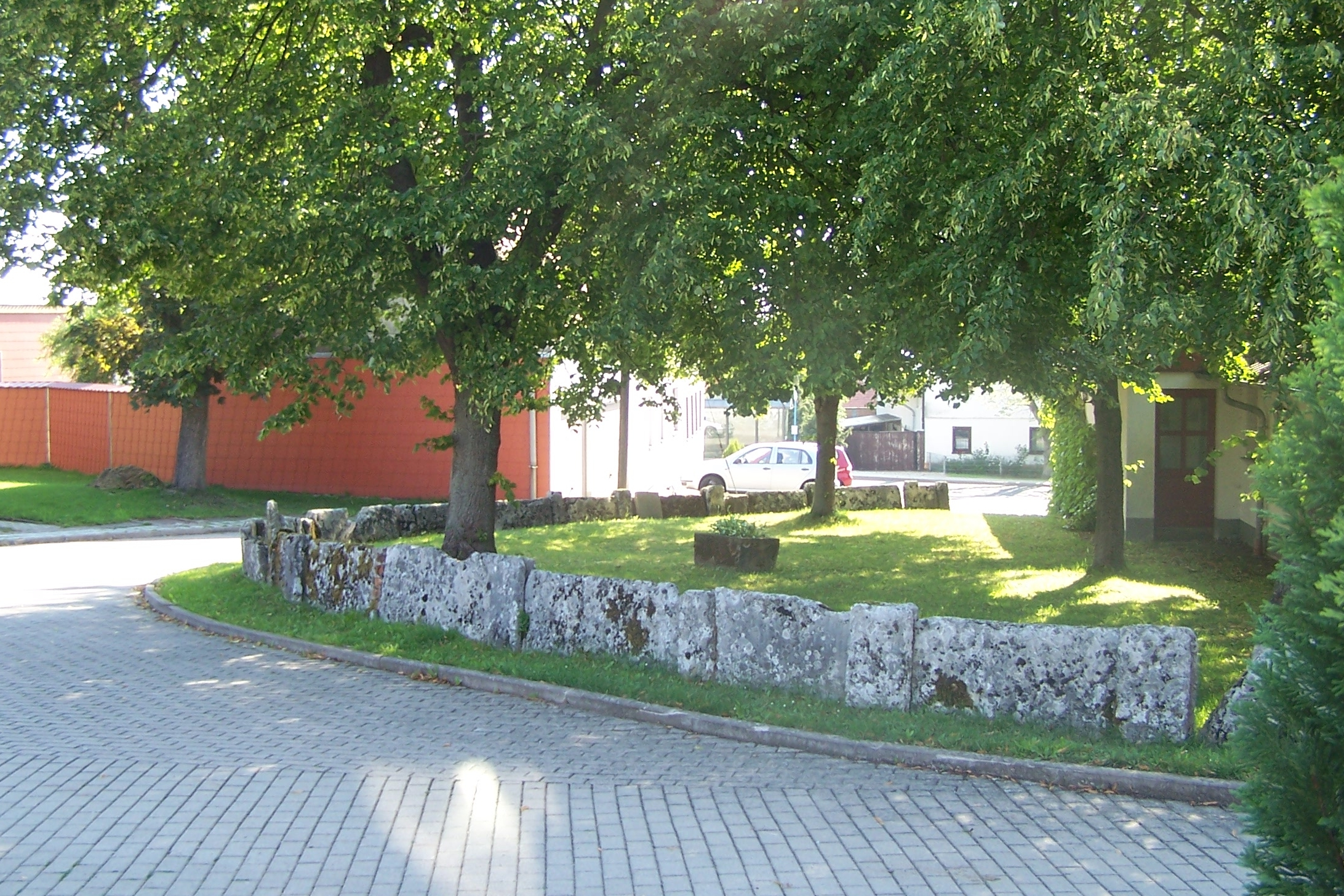
Am Dorfanger

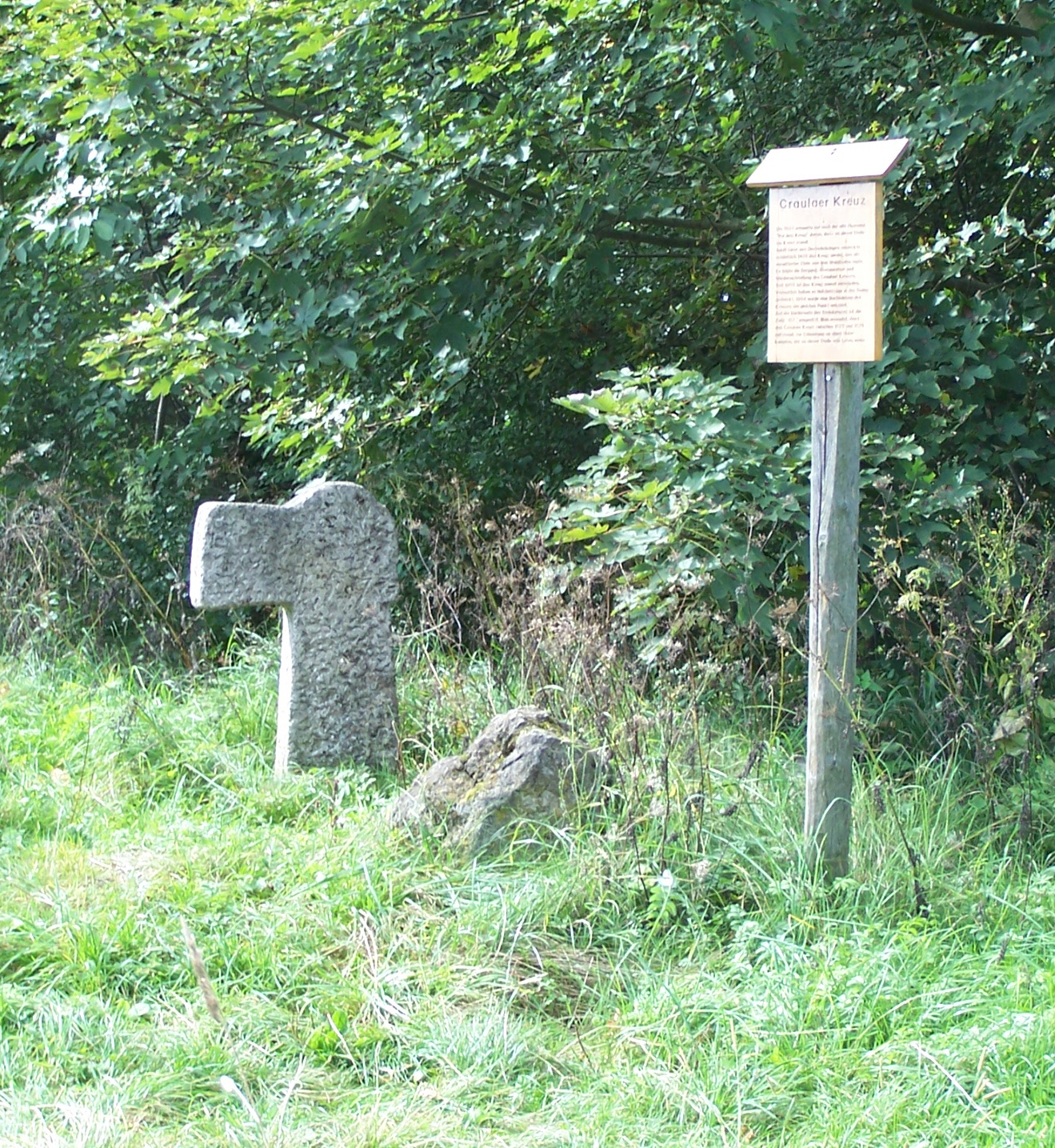
Das Craulaer Kreuz

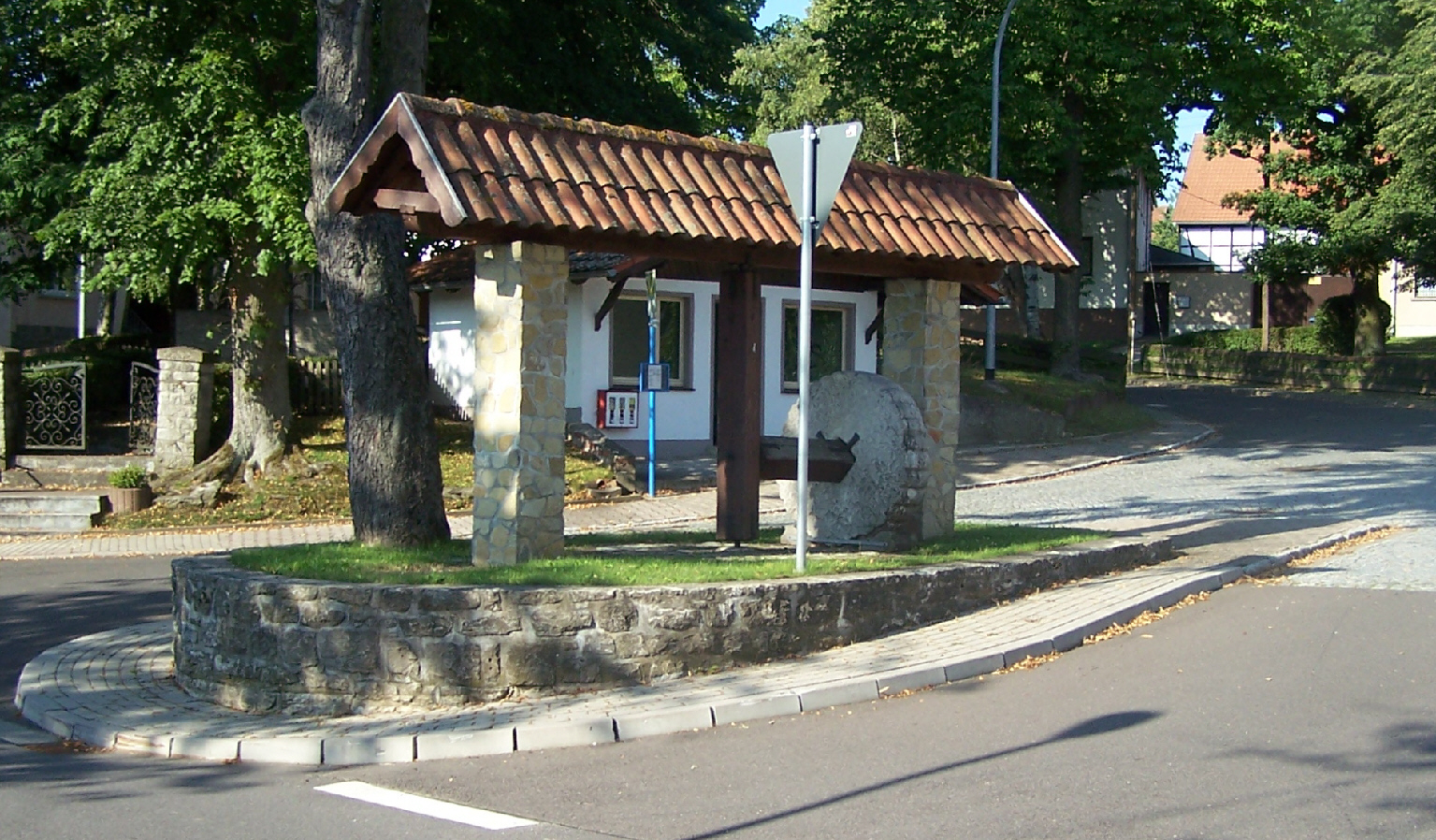
Der Craulaer Waidmühlstein

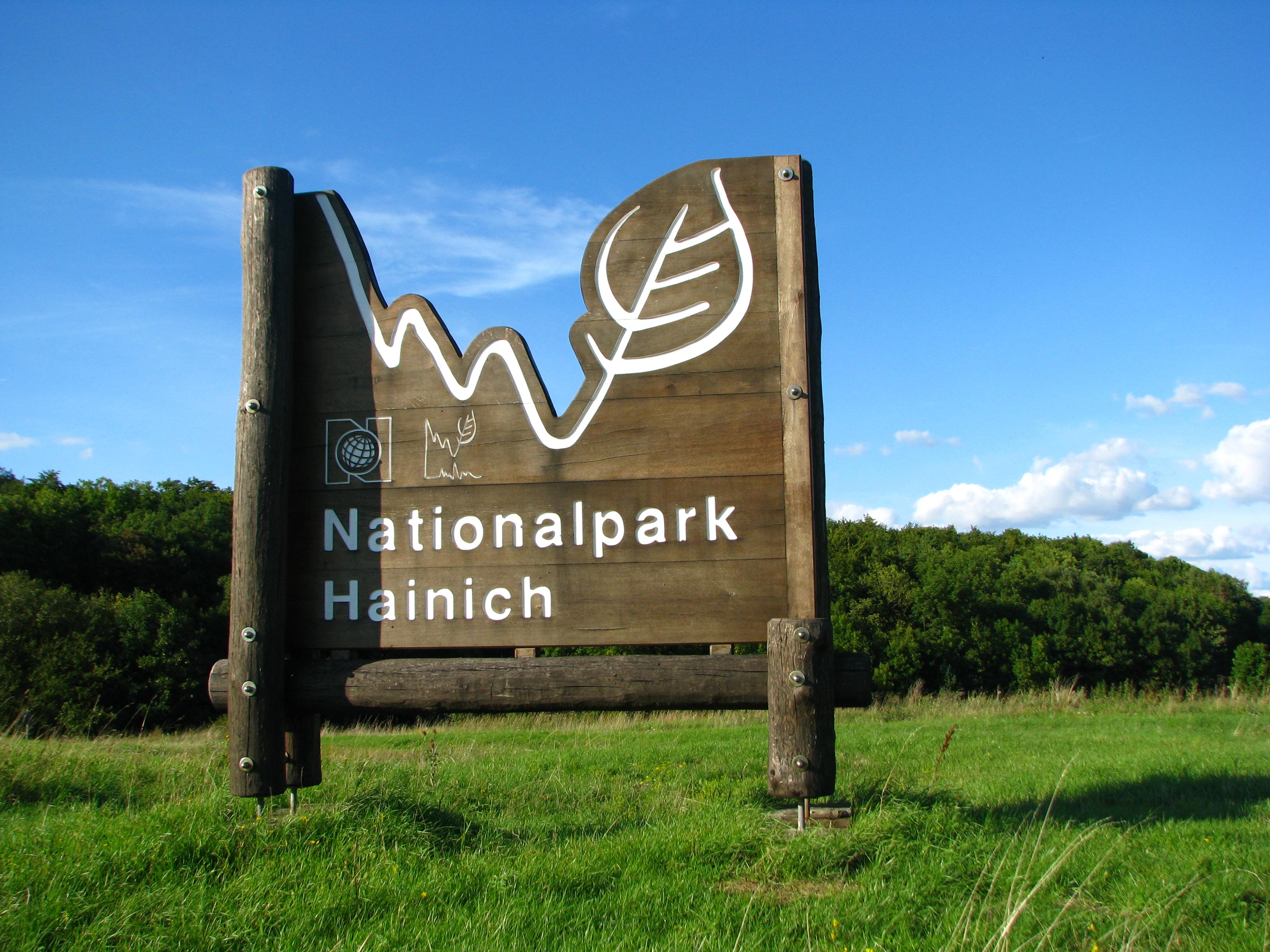
Hinweisschild zum Nationalpark Hainich

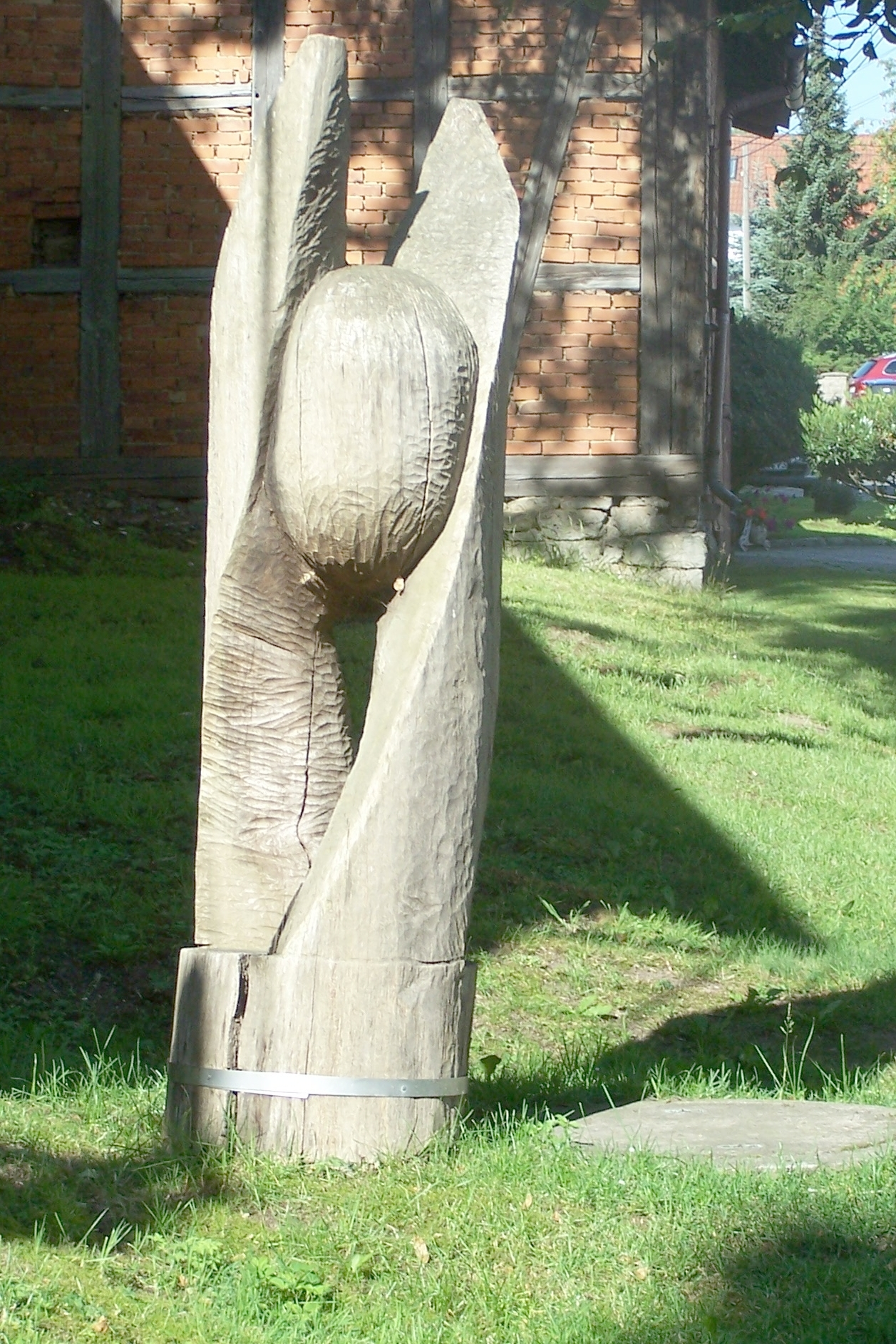
Holzskulptur in der Ortslage

Craula wurde erstmals am 10. Dezember 1280 in der Schreibweise Crowela erwähnt.
Wesentlich älter ist wohl die Thiemsburg, eine frühgeschichtliche Wallburg nördlich der Gemeinde. Im Umkreis des Ortes verweisen mehrere Flurnamen auf Wüstungen aus der Zeit des hochmittelalterlichen Landesausbaus. Als erster namentlich bekannter Lehnsherr von Caula wurde um 1290 ein Heinrich von Mila bekannt, er war landgräflicher Ministeriale und Richter (Schultheiß) von Gotha. Craula wurde aber schon 1294 dem Eisenacher Marienstift mit allen Rechten und Gütern geschenkt. Im Jahr 1333 gelangte es in den Besitz der Wangenheimer. Innerfamiliäre Teilungen, Erbschaften und Verpfändungen hinterließen eine Vielzahl von Urkunden, die im 19. Jahrhundert Grundlage für eine umfangreiche Familienchronik der Wangenheimer waren. Ein Herr von Craula wird 1347 genannt. Der Ort erhielt einen befestigten Adelshof wohl am Platz späteres Gutes. Auch das Dorf Craula war zeitweise mit einer einfachen Befestigungsanlagen umgeben, die Dorfbewohner hatten einen Dorfgraben, Tore und eine undurchdringliche Hecke angelegt, hieraus leitete sich der Beisatz – das Dorf im Loh ab. Die Herren von Hopffgarten traten auch in Craula im ausgehenden 15. Jahrhundert die Nachfolge der Wangenheimer als Gerichtsherren an und behielten die Herrschaft über den Ort bis zur Aufhebung der Patrimonialherrschaft im Herzogtum Sachsen-Coburg und Gotha.
Im Jahr 1815 brannte das als „Schloss“ überlieferte Herrenhaus aus. Die Craulaer Kirche wurde bereits im Mittelalter errichtet (vermutlich während der Zeit des Eisenacher Marienstiftes) und im Jahr 1604 umgebaut.
Wirtschaftliche Grundlage des Ortes bildete zunächst der Anbau von Färberwaid, der hier auch verarbeitet wurde. Im 17. Jahrhundert wurde dann die Schafzucht zum Haupterwerb der Bevölkerung, es entstand eine charakteristische Kulturlandschaft, die Wacholderheide. Der Besitz und Zugang zur Ressource Wald wurde für zahlreiche Gemeinden im Hinterland nach dem Dreißigjährigen Krieg zum Problem. Die zwischen Craula und Kammerforst gelegenen Hainich-Forste und der Langensalzaer Stadtwald wurden daher auf 5 Anliegergemeinden aufgeteilt. Zur Markierung dieser Grenzen wurden zahlreiche Wappen- und Grenzsteine aufgestellt.
Craula gehörte von 1922 bis 1952 zum Landkreis Gotha, ab der Kreisgebietsreform in der DDR zum Kreis Bad Langensalza und seit der Kreisgebietsreform in Thüringen 1994 zum Wartburgkreis. Am 1. Juli 1999 erfolgte die Eingemeindung nach Behringen, welches am 1. Dezember 2007 in der Gemeinde Hörselberg-Hainich aufging.

## Kultur und Sehenswürdigkeiten

### Regelmäßige Veranstaltungen
Der Ort ist mehrmals im Jahr Ausgangspunkt geführter Wanderungen in den Nationalpark Hainich.

### Sehenswürdigkeiten
Von der Gemeinde Craula führt ein Wanderweg zur 3 km entfernten Thiemsburg mit dem Baumkronenpfad. Der Hainich-Rennstieg, 1448 als Rynneweg erstmals erwähnt, führt westlich an der Gemeinde vorbei, das hier befindliche „Craulaer Kreuz“ ist eines der bekanntesten Sühnekreuze im Hainich. An der nördlichen Gemarkungsgrenze findet man noch mehrere Grenz- und Wappensteine der Stadt Langensalza. Im Ort befinden sich eine kleine Kirche nebst Pfarrhaus, mehrere denkmalgeschützte Bauerngehöfte und Fachwerkhäuser; im Ortszentrum, dem Anger, wurde ein Waidmühlstein aufgestellt, dieser erinnert an den bis 1618 in Craula nachweisbaren Waidanbau. 1955 wurde eine Sprungschanze erbaut, von der noch Reste zu finden sind. Der Wacholderhög ist ein geschützter Naturraum.
Gute Sichtverhältnisse vorausgesetzt, ergeben sich von Craula Fernblickbeziehungen zu den höchsten Bergen von Harz und Thüringer Wald, Brocken, Großer Inselsberg und Großer Beerberg.

## Vereine
- Freiwillige Feuerwehr Craula
- Schützenverein 1990 e. V. Craula
- Craulaer Landfrauen

## Wirtschaft
Craula ist ein landwirtschaftlich geprägter Ort und Nationalparkgemeinde. Der Ort setzt auf sanften Tourismus, im Ort befindet sich eine Jugendherberge.

## Verkehr

### Straßenverkehr
Durch Craula verläuft die Kreisstraße K 515, man erreicht im 4 km entfernten Nachbarort Reichenbach die B 84 im Abschnitt Eisenach–Bad Langensalza. Der nächstgelegene Autobahnanschluss befindet sich in Eisenach.

### Schienenverkehr
Die nächstgelegenen Bahnhöfe befinden sich in der Nachbarstadt Bad Langensalza und in Eisenach.

### Busverkehr
Nach Craula verkehren folgende Buslinien der Verkehrsgesellschaft Wartburgkreis mbH:

| Linie | Fahrstrecke |
| ----- | --- |
| L-27  | Eisenach – Behringen – Reichenbach – Craula                                                                          |
| L-27a | Eisenach – Behringen (Hörselberg-Hainich) – Reichenbach (Hörselberg-Hainich) – Craula – Thiemsburg – Bad Langensalza |

## Infrastruktur
Der Verein Landnetz e. V. bietet Internet-Verbindungen über Richtfunk bis maximal 16.000 MBit/s. Dabei muss eine Sichtverbindung zwischen Sendemast und Empfangsgerät am Haus gegeben sein.

## Persönlichkeiten
- Therese Blase (1873–1930), Sozialpolitikerin